# Cellariella kalaharica
Cellariella kalaharica är en biart som först beskrevs av Cockerell 1936.  Cellariella kalaharica ingår i släktet Cellariella och familjen vägbin. Inga underarter finns listade.